# Peppy Hare
Peppy Hare (ペッピー・ヘア Peppī Hea?) es un personaje de ficción de la saga de videojuegos de Star Fox, su apariencia es la de un conejo antropomórfico. 
Peppy es uno de los miembros originales del equipo Star Fox y es el miembro de mayor edad y mayor tiempo de servicio. En Star Fox 64 su código de color es rojo y frecuentemente cita frases del James McCloud. En Star Fox: Assault ya no se desempeña como piloto, pero aconseja al equipo durante las misiones que tienen que enfrentar.

## Historia
Mucho antes de la guerra entre Corneria y Venom, Peppy era parte del equipo Star Fox original junto a James McCloud y Pigma Dengar, ellos fueron enviados al planeta Venom para investigar actividades inusuales probablemente organizadas por Andross (quien fue exiliado de Corneria a causa de sus experimentos) sin embargo Pigma traicionó al equipo, James McCloud fue atrapado por las fuerzas enemigas pero Peppy consiguió escapar.
Posteriormente Peppy informaría a Fox McCloud (hijo de James McCloud) de lo ocurrido con su padre, eventualmente Fox se convertiría en el nuevo líder del equipo Star Fox y Peppy permanecería en este nuevo equipo (junto a Fox, Falco y Slippy). A pedido del General Pepper, el equipo Star Fox acudió a salvar Corneria de una invasión del ejército de Andross y terminó enfrentándolo y venciéndolo salvando el Sistema Lylat.
Con la paz, el Sistema Lylat no necesitaba al equipo Star Fox, Falco abandonó el grupo con rumbo desconocido, Slippy se dedicó al mantenimiento de la nave y Peppy dejó sus labores de piloto debido a su avanzada edad, es en estas circunstancias en que surgiría la amenaza de Sauria la cual estaba a punto de explotar poniendo en riesgo Corneria, el equipo Star Fox era llamado para poner solución a este problema y Fox fue enviado al planeta para resolver la situación; el cargo de Peppy en esta misión era ayudar a Fox con los mapas del planeta y dando información sobre Sauria en general. Cuando hubo pasado la amenaza de Sauria, el dinero que recibieron como recompensa les sirvió para reparar el Great Fox, Falco volvió al equipo y ahora se les uniría Krystal (a quien conocieron en Sauria).
Tiempo después, los aparoides aparecerían y el equipo Star Fox sería requerido una vez más por el General Pepper, Peppy no volvería como piloto pero asesoraría al equipo en las diversas misiones que enfrentarían, además de una breve aparición en Corneria a los mandos del Arwing, para salvar de una muerte segura al General Pepper; eventualmente el equipo Star Fox llegaría hasta la base de los Aparoides donde Peppy se sacrificaría de forma casi suicida, estrellando el Great Fox contra el escudo de la base aparoide para permitir que el equipo Star Fox ingrese, el Great Fox estalló por completo, sin embargo Peppy y ROB 64 lograron escapar poco antes de la explosión.

## Curiosidades
- Durante los enfrentamientos entre el equipo Star Fox y el equipo Star Wolf el oponente principal de Peppy es Pigma Dengar debido a la traición que este cometiera contra el mismo Peppy y contra James McCloud.
- A pesar de su retiro como piloto del equipo Star Fox, Peppy permaneció ayudándolos desde el Great Fox y desarrolló una gran amistad con ROB 64.
- Peppy hace apariciones especiales en Super Smash Bros. Melee, en dicho juego aparece en algunas secuencias y en diálogos especiales junto al equipo Star Fox, también existe un trofeo suyo en el juego.
- Una frase que suele decir Peppy Hare en Star Fox 64 "Do a Barrel Roll" es un famoso meme en internet, causando numerosas parodias en internet.

## Apariciones
Las apariciones de Peppy fueron en los siguientes juegos:
- Star Fox - (Super Nintendo, 1993)
- Star Fox 2 - (Super Nintendo, 1995)
- Star Fox 64 - (Nintendo 64, 1997)
- Super Smash Bros. Melee (cameo) - (GameCube, 2001)
- Star Fox Adventures - (GameCube, 2002)
- Star Fox: Assault - (GameCube, 2005)
- Star Fox Command - (Nintendo DS, 2006)
- Super Smash Bros. Brawl (cameo) - (Wii, 2008)
- Star Fox 64 3D - (Nintendo 3DS, 2011)